# Яндомозерское общество
Яндомозе́рское общество — сельское общество, входившее в состав Великогубской волости Петрозаводского уезда Олонецкой губернии.

## Общие сведения
Волостное правление располагалось в селении Великогубский погост с выселком Моглицов.
В настоящее время территория общества относится к Великогубскому сельскому поселению Медвежьегорского района Республики Карелия.

## Населённые пункты
Согласно «Спискам населённых мест Олонецкой губернии» по переписям 1873 и 1905 годов общество состояло из следующих населённых пунктов:
| № | Населённый пункт                                                                            | Расстояние до волостного правления в вёрстах | По переписи 1873 года | По переписи 1873 года | По переписи 1905 года | По переписи 1905 года |
| № | Населённый пункт                                                                            | Расстояние до волостного правления в вёрстах | Количество семей      | Всего жителей         | Количество семей      | Всего жителей         |
| - | ------------------------------------------------------------------------------------------- | -------------------------------------------- | --------------------- | --------------------- | --------------------- | --------------------- |
| 1 | Усть-Яндома (восточная и западная)                                                          | 12                                           | 27                    | 200                   | 35                    | 222                   |
| 2 | Саньковская (Сандаковская)                                                                  | 7                                            | 11                    | 75                    | 11                    | 78                    |
| 3 | Есинская                                                                                    | 7                                            | 22                    | 178                   | 30                    | 203                   |
| 4 | Родионовская                                                                                | 5                                            | 7                     | 47                    | 7                     | 39                    |
| 5 | Яндомозерский погост (починок) (Мяневская), в переписи 1905 года включает Раньково и Утицын | 5                                            | 16                    | 146                   | 21                    | 221                   |
| 6 | Истоминская, включает Прянок (Прянкову) и Угловщину                                         | 5                                            | 9                     | 72                    | 11                    | 107                   |
| 7 | Клюха (выселок Кмохина)                                                                     | 6                                            | 2                     | 19                    | 4                     | 28                    |
| 8 | Марковщина                                                                                  | 6                                            | 9                     | 64                    | 13                    | 126                   |
| 9 | Потаповская (Обельщина)                                                                     | 6                                            | 13                    | 100                   | 20                    | 120                   |

## Религия
За православной общиной на территории общества — Яндомозерским приходом Петрозаводского благочиния — числились следующие культовые постройки:
- Старая церковь великомученицы Варвары в Яндомозере — деревянная постройка 1650 года, пересобрана в процессе реставрации 2015—2021 годов в Типиницах[5],  Объект культурного наследия № 1010042000№ 1010042000.
- Новая церковь великомученицы Варвары в Яндомозере — деревянная постройка 1898 года, руинирована.
- Часовня святителя Василия Великого в Марковщине — деревянная постройка около 1840—1850 годов,  Объект культурного наследия № 1040034000№ 1040034000.
- Часовня Святой Троицы и иконы Спаса Нерукотворного в Истомине — деревянная постройка XIX века, не сохранилась.
- Часовня трёх святителей в Есине — деревянная постройка первой половины XIX века, не сохранилась.
- Часовня Святого Георгия в Усть-Яндоме — деревянная постройка около 1750—1780 годов,  Объект культурного наследия № 1010038000№ 1010038000.